# Nowshera
Nowshera (in urdu نوشہرہ) è una città del Pakistan, situata nella provincia del Khyber Pakhtunkhwa.